# Il grande racket
Il grande racket är en italiensk poliziottescofilm från 1976 i regi av Enzo G. Castellari.

## Rollista i urval
- Fabio Testi - inspektör Palmieri
- Vincent Gardenia - Pepe
- Renzo Palmer - Pietro
- Orso Maria Guerrini - Gianni Rossetti
- Glauco Onorato - Piero Mazzarelli
- Marcella Michelangeli - Marcy
- Romano Puppo - Domenico
- Sal Borgese - Salvatore